# Fort Yates, North Dakota
Fort Yates là một thành phố thuộc quận Sioux, tiểu bang Bắc Dakota, Hoa Kỳ. Năm 2010, dân số của nơi này là 2.239 người.